# Kölfoting
Kölfoting (Nanogona polydesmoides) är en mångfotingart som först beskrevs av Leach 1814.  Kölfoting ingår i släktet Nanogona och familjen knöldubbelfotingar. Enligt den svenska rödlistan är arten nära hotad i Sverige. Arten förekommer i Götaland. Artens livsmiljö är skogslandskap, stadsmiljö. Utöver nominatformen finns också underarten N. p. italica.